# 晶体材料国家重点实验室
晶体材料国家重点实验室是位于中国山东省济南市的一个应用基础研究类国家重点实验室，隶属于山东大学。实验室以材料学、凝聚态物理两个国家重点学科，材料科学与工程、物理学、化学三个一级学科博士点为支撑，主要研究领域为材料的设计、制备以及相关技术。曾获得国家发明一等奖1项、国家发明三等奖3项、国家发明奖四等奖2项、国家科技进步奖二等奖1项、国家科技进步奖三等奖1项等奖励。